# 그린 힐 존
그린 힐 존(Green Hill Zone)은 세가 메가드라이브로 나온 소닉 더 헤지호그에서 나온 첫번째 레벨이다. 이 레벨은 녹색으로 가득하고, 자연적인 요소를 많이 가지고 있어 야자수나 루프, 그리고 절벽과 같은 환경적 요소를 다수 포함하고 있다.
다른 레벨들과 같이 각 레벨은 3개의 액트로 분할되어 있으며 마지막 액트3에서는 닥터 에그맨과 싸운뒤 두번째 존인 마블 존으로 넘어가게 된다. 레벨 디자인은 야스하라 히로카즈가, 음악은 나카무라 마사토가 창조하였다.
그린 힐 존은 소닉 더 헤지호그 시리즈와 비디오 게임 역사상에서 가장 고전적인 형태로, 여러 매체들에게서 호평을 받았다. 이후 소닉 어드벤처 2, 소닉 어드밴스 2, 소닉 배틀, 그리고 소닉 제너레이션즈, 소닉 매니아, 소닉 포시즈에서 다양한 배리에이션들이 나왔다.

## 역사와 특징
그린 힐 존은 소닉 더 헤지호그에서 처음으로 등장하는 레벨로서, 사우스 아일랜드에 위치하면서 다양한 야자수와 360도 루프, 가시, 스프링 보드, 터널, 그리고 체크포인트 등의 여러 환경적인 요소를 지니고 있다. 겉으로 보기에는 단지 자연만을 소개하고 있으나, 닥터 에그맨이 동물들을 로봇으로 만들어 버렸기 때문에 플레이어는 이 속칭 '배드닉'을 해치우고 동물들을 구해야 한다. 액트 3에서는 닥터 에그맨이 중간 보스로 등장하고 있으며, 이를 깰 시 다음 존인 마블 존으로 들어가게 된다.
소닉 더 헤지호그는 15명으로 구성된 소닉 팀에서 만들어졌는데, 이 팀은 닌텐도의 마리오에 대항하기 위해 만들어진 기획 팀이었다. 이 게임의 레벨 디자인은 야즈하라 히로카즈, 음악은 일본 밴드 'Dreams Come True'의 나카무라 마사토가 제작하였으며 미국 캘리포니아에서 영향을 받았다.
게임 메뉴얼에서는 "풀 내음, 바다 내음이 그윽한 평야 지대. 360도 경사로와 무너져내리는 언덕, 구불구불 땅굴 등 기복이 심한 지형이 특징. 스피드와 타이밍을 잘 맞춰 달려보자."라고 적혀 있으며, 게임 중간 중간에 무적효과가 적용된다.

## 게임별 차이점

### 메가드라이브판
메가드라이브판에서는 그저 무난한 코스로, 에스자 루프가 인상적인 구간이다. 만약 링을 총 100개 먹으면 수명이 1씩 늘어나고, 50개 이상 모으면 패널 뒤의 큰 링에서 스페셜 스테이지로 진입할 수 있다. 이웃집 찰스와 동물농장 등 다양한 TV 프로그램에서 이 게임의 효과음을 사용하고 있으며, 그 저작자에게 저작권료를 주었는지는 아직 알 수 없는 상태이다.

### 게임기어판
소닉 더 헤지호그 (8비트 비디오 게임)판에서는 처음 액트1에서는 무난한 모습을 보였다가 액트 2에서 피격되지 않았는데도 조작 불능 상태로 떨어지게 되며, 카오스 에메랄드를 획득할 수 있다. 또한 도중에 저장할 수 있는 모니터가 있으며 체크포인트의 역할을 한다.
소닉 드리프트에서는 오리지널과 같이 잔디가 무성하고, 파란 하늘과 하얀 구름을 가지고 있는 배경을 띄운다. 또, 이 지역은 총 3개의 드리프트 코스를 가지고 있어 각 GP마다 다른 서킷 선택이 가능했다.

### 마스터 시스템판
게임기어판과 동일한 형태의 스프라이트를 다수 저장하고 있으나, 액트 2에서는 강제 스크롤링을 주도하면서 사용자가 좌우로 마음대로 움직일 수 없다. 카오스 에메랄드는 다리가 붕괴될 때 오른쪽으로 빠지면 보인다.

## 같이 보기
- World 1-1